# The Born This Way Ball Tour
Der The Born This Way Ball war die dritte Welttournee der US-amerikanischen Sängerin Lady Gaga, in Anlehnung an ihr zweites Studioalbum Born This Way.
Die Tour bestand aus insgesamt 120 Konzerten in Asien, Australien, Europa (Sommer 2012), gefolgt von Lateinamerika (Ende des Jahres). Nordamerika bildete Anfang des Jahres 2013 das Ende, jedoch mussten dort die letzten 21 Konzerte aufgrund einer Hüftverletzung abgesagt werden.

## Hintergrund der Tournee

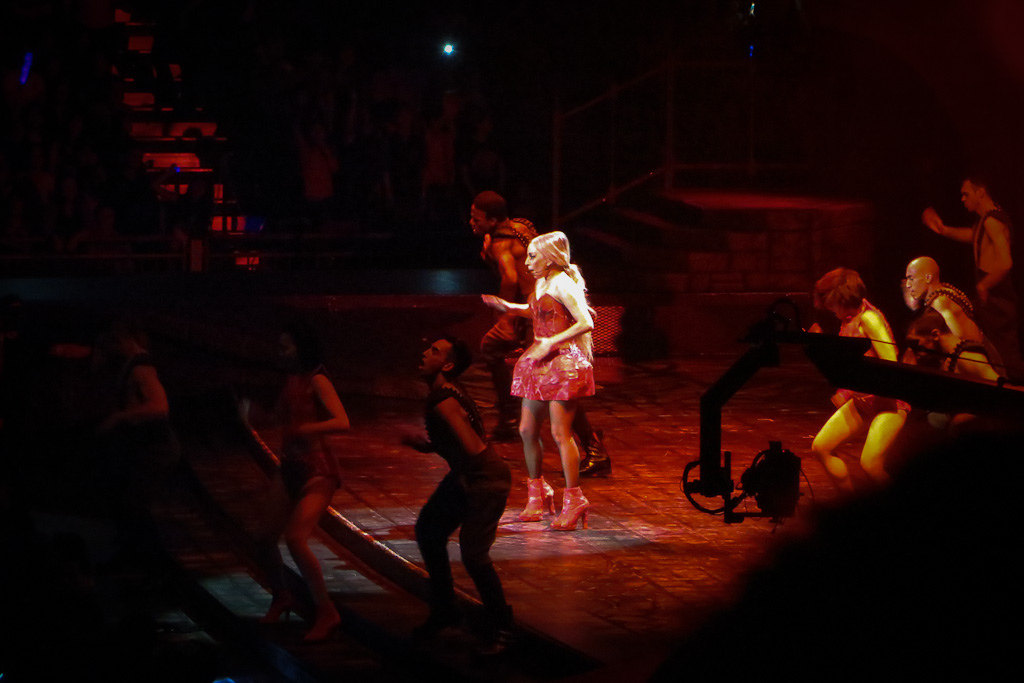
Gaga während ihres Auftrittes von „Americano“

Während der Veröffentlichung des Songs Judas, der zweiten Single ihres Albums Born This Way, gab Lady Gaga bekannt, dass sie für 2012 eine Tournee plane, bei der sie auch Lateinamerika und andere Länder, in denen sie noch nie ein Konzert gegeben hat, besuchen werde.
Im November 2011 gab Produzent DJ White Shadow bekannt, dass Gaga „Vorbereitungen für die nächste Tour“ mache. Des Weiteren gab er bekannt, dass sie sich nicht nur auf die Tour vorbereite, sondern auch Songs für ein neues Album aufnehme.
Am 7. Februar 2012 wurde ein Poster der Tour veröffentlicht und von Billboards Ray Waddell als „bizarres Poster, welches den Ball als geschmacklos, mittelalterlich-trifft-die-80er-Jahre Königreich“ bezeichnet. Es zeigt Lady Gaga, welche mit dunklen Wolken vom Himmel hinunterschaut. Es beinhaltet außerdem die Farben Türkis und Violett. Sie wird außerdem mit einem Umhängekeyboard und ihren Tänzern bei einer Burg gezeigt. Am Tag danach wurden sofort die ersten Konzertdaten von Asien bekannt gegeben, am 15. Februar 2012 folgten die Daten für Australien.
Die europäischen Konzertdaten wurden im April 2012 bekannt gegeben, wo außerdem der deutsche Musiker Zedd als Vorband für Asien und die Langzeitpartner von Lady Gaga, Lady Starlight und The Darkness, für die restlichen Länder bekanntgegeben wurden.

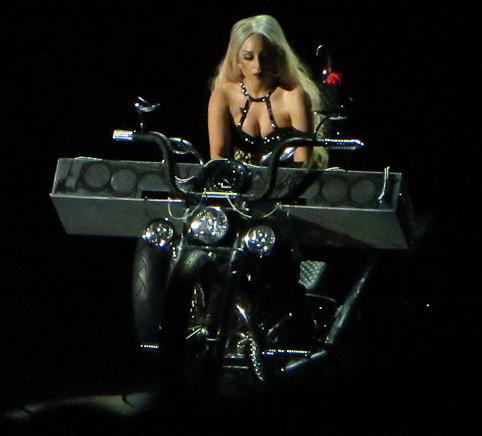
Lady Gaga in Hong Kong

Anfang August 2012 wurden die ersten Termine für Südamerika bekannt gegeben, die Termine für Nordamerika folgten im Anschluss.
Anfang 2013 musste Lady Gaga ihre restlichen 21 Konzerte in Nordamerika absagen, da sie eine Hüftverletzung hat, die sie operativ behandeln musste. Die Termine wurden nicht nachgeholt, da die Hüftverletzung von Lady Gaga schwerwiegender waren als angenommen.

## Entwicklung
Lady Gaga selbst bezeichnet ihre Tour als „Electro-Metal Pop-Oper“. Die ersten Proben starteten einen Monat später. Im Februar 2012 hat kündigte sie ihren Fans via Twitter an, einen Entwurf für ihr Bühnen-Design für den „Born This Way Ball“ zu veröffentlichen. Kurze Zeit später veröffentlichte sie einen Entwurf, welcher von ihr selber und dem Haus of Gaga stammte. Dazu „tweetete“ sie kurze Zeit darauf: „I’m so excited. The Haus has been working so hard, we can’t wait for you to see it!! Love you Little Monsters, have the time of your life.“ (Ich bin so aufgeregt. Das Haus hat so hart gearbeitet, wir können es gar nicht erwarten, dass ihr es seht. Ich liebe euch kleine Monsters, habt die Zeit eures Lebens.) Es zeigt eine Burg mit Türmen und einem langen Catwalk, um mit ihren Fans zu kommunizieren. Das Areal, welches beim Catwalk angefügt ist, bezeichnet Lady Gaga als „The Monster Pit“. Der „Monster Pit“ ist nur für Konzertbesucher, welche laut eigenen Aussagen „Tag und Nacht“ gewartet haben und als eine der Ersten da sind. Die Größe des Pits hängt von der Konzerthalle ab. Der Erste, der vor der Halle ankommt, gewinnt ein Meet and Greet mit Lady Gaga und bekommt den „Monster Pit Key“, eine Art Auszeichnung für das lange Warten. Jede Nacht werden weitere Fans ausgewählt, welche im Anschluss die Möglichkeit haben, sie persönlich kennenzulernen.

## Kommerzieller Zuspruch
Die Tickets haben einen enormen kommerziellen Erfolg in Asien und Australien. Kurz nach der Verkaufsfreigabe waren die Tickets bereits ausverkauft. Dadurch wurden neun weitere Konzerte in Australien eingeplant. In Hongkong wurden schätzungsweise 6000 Tickets verfügbar, welche aber auch innerhalb drei Stunden ausverkauft waren. Auch hier wurden durch den enormen Andrang drei weitere Konzerte eingeplant.
Auch im europäischen Raum findet die Tour enormen Zuspruch. In London wurde der Ticketverkauf am 13. April 2012 gestartet; 60 Sekunden später war das Konzert ausverkauft, während in Manchester das Konzert nach zehn Minuten ausverkauft war.

## Kontroversen
Besonders im asiatischen Raum erlebte Lady Gaga viele kontroverse Reaktionen.

### Südkorea
| Geplante Show  |                 |                   |                                           |
| Datum          | Stadt, Land     | Veranstaltungsort | Auftritt absolviert?                      |
| 27. April 2012 | Seoul, Südkorea | Olympic Stadium   | Ja, mit einem Mindestalter von 18 Jahren. |

Nachdem eine Zivilorganisation Südkoreas das Konzert als „zu homosexuell und pornografisch“ und als eines, das „die Jugendlichen verderben könnte“, betitelt hatte, waren es vor allem konservative Christen, die gegen das Konzert demonstrierten. Auch sah man das Konzert als „Werbung für Homosexualität und Pornografie“ an. Die Regierung stufte das Konzert als „für Minderjährige ungeeignet“ ein und hob das Mindestalter zum Besuch des Konzertes auf 18 Jahre an. 280 von 44.500 Karten mussten rückerstattet werden. Auf der Bühne äußerte sich Lady Gaga wie folgt: „Eure Regierung meinte, meine Konzerte müssen ab 18 Jahre sein, also werde ich dafür sorgen, dass es angemessen ist.“

### Philippinen
| Geplante Shows |                     |                    |                                                 |
| Datum          | Stadt, Land         | Veranstaltungsort  | Auftritt absolviert?                            |
| 21. Mai 2012   | Manila, Philippinen | Mall of Asia Arena | Ja, trotz Demonstrationen vor der Konzerthalle. |
| 22. Mai 2012   | Manila, Philippinen | Mall of Asia Arena | Ja, trotz Demonstrationen vor der Konzerthalle. |

Auf den Philippinen wurde Gaga besonders wegen des Liedes Judas in Zusammenhang mit Judas Iskariot, der Jesus den Römern zur Kreuzigung auslieferte, und dem dazugehörigen Video kritisiert. Die protestierenden Bürger nannten die Tournee „böse“ und „unchristlich“. Des Weiteren hieß es „[…] Sie verdient den Titel ‚Lady‘ nicht. Ein Titel wird einer einzigartigen, anständigen Frau verliehen, zum Beispiel der Mutter Gottes.“. Nach Protesten von rund 500 Christen vor der Konzerthalle äußerte sich Lady Gaga auf der Bühne mit: „Ich bin keine Kreatur eurer Regierung“, gefolgt vom Song Judas, welchen sie trotz Verwarnungen einer Zensur spielte.

### Indonesien
| Geplante Show |                     |                           |                                                                                                |
| Datum         | Stadt, Land         | Veranstaltungsort         | Auftritt absolviert?                                                                           |
| 3. Juni 2012  | Jakarta, Indonesien | Gelora Bung Karno Stadium | Nein. Nach massiven Protesten und Androhungen von Gewalt entschied man sich gegen ein Konzert. |

Der Front Pembela Islam gelang es, das größte in Asien geplante Konzert in Indonesien zu verhindern. Habib Salim Alatasm, ein Anführer der Front Pembela Islam, sagte: „Es ist ein Sieg für die muslimischen Indonesen. Gott sei Dank haben wir uns vor dieser Art des Teufels geschützt.“ Auf die Bitte der Fans, das Konzert in eine andere Stadt zu verlegen, sagte der Veranstalter, dass es keine zweite Halle gebe, die für eine Menge von rund 50.000 Menschen ausreiche.

### Thailand
| Geplante Show |                   |                              |                                                      |
| Datum         | Stadt, Land       | Veranstaltungsort            | Auftritt absolviert?                                 |
| 25. Mai 2012  | Bangkok, Thailand | Rajamangala National Stadium | Ja, von der thailändischen Presse hoch gelobte Show. |

Mit ihrer Ankunft in Thailand sorgte Gaga für Aufsehen, da sie zuvor getwittert hatte, sie habe die Absicht, sich eine „gefälschte Rolex“ zu kaufen: „I just landed in Bangkok baby! […] I wanna get lost in a lady market and buy fake Rolex.“ Thailändische Fans reagierten mit den Worten: „Wir sind zivilisierter als du denkst“. Der Tweet sei außerdem „widerwärtig, beleidigend und schlecht für das Image Thailands“. Trotz dieser Kritik wurde das Konzert von den thailändischen Medien durchweg gelobt.

## Vorgruppen
- Zedd (Asien/Australien/Nordamerika)
- The Darkness (Europa)
- Lady Starlight (Australien/Europa/Nordamerika)
- Madeon  (Nordamerika)

## Songliste
1. Akt
- Highway Unicorn (Road to Love)
- Government Hooker
- Born This Way

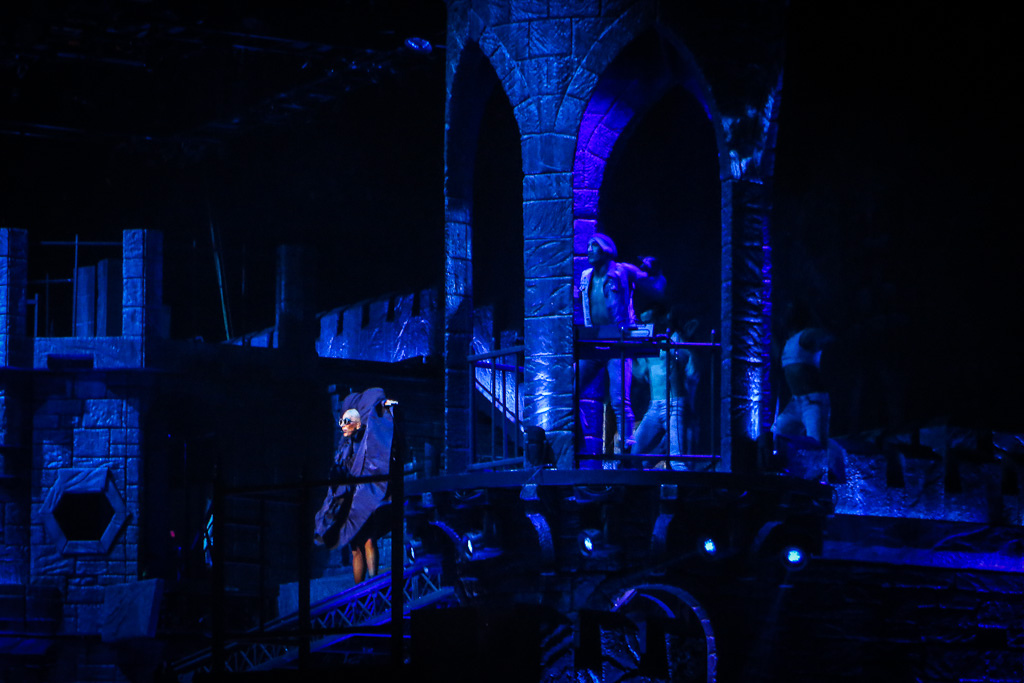
Szene des Bühnenbildes

- Black Jesus † Amen Fashion (seit 13. Mai)
- Bloody Mary (beinhaltet Elemente von dem The Horrors Remix)
- Bad Romance
- Judas (beinhaltet Elemente von dem DJ White Shadow Remix)

2. Akt
- Fashion of His Love
- Just Dance (beinhaltet Elemente von dem Robots to Mars Remix)
- LoveGame (beinhaltet Elemente von dem Dave Audé Remix)
- Telephone

3. Akt
- Heavy Metal Lover
- Bad Kids
- Hair (Piano-Version)
- The Queen (nur in São Paulo)
- Princess Die
- Yoü and I
- Electric Chapel

4. Akt
- Americano
- Poker Face
- Alejandro

5. Akt
- Paparazzi
- Scheiße

Zugabe
- The Edge of Glory
- Marry the Night
- Cake (nur in Rio de Janeiro)

## Tourdaten

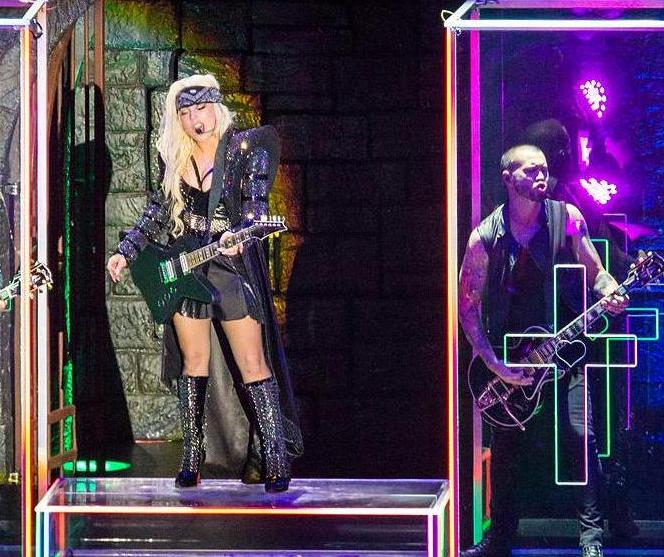
Gaga singt Electric Chapel in Manchester

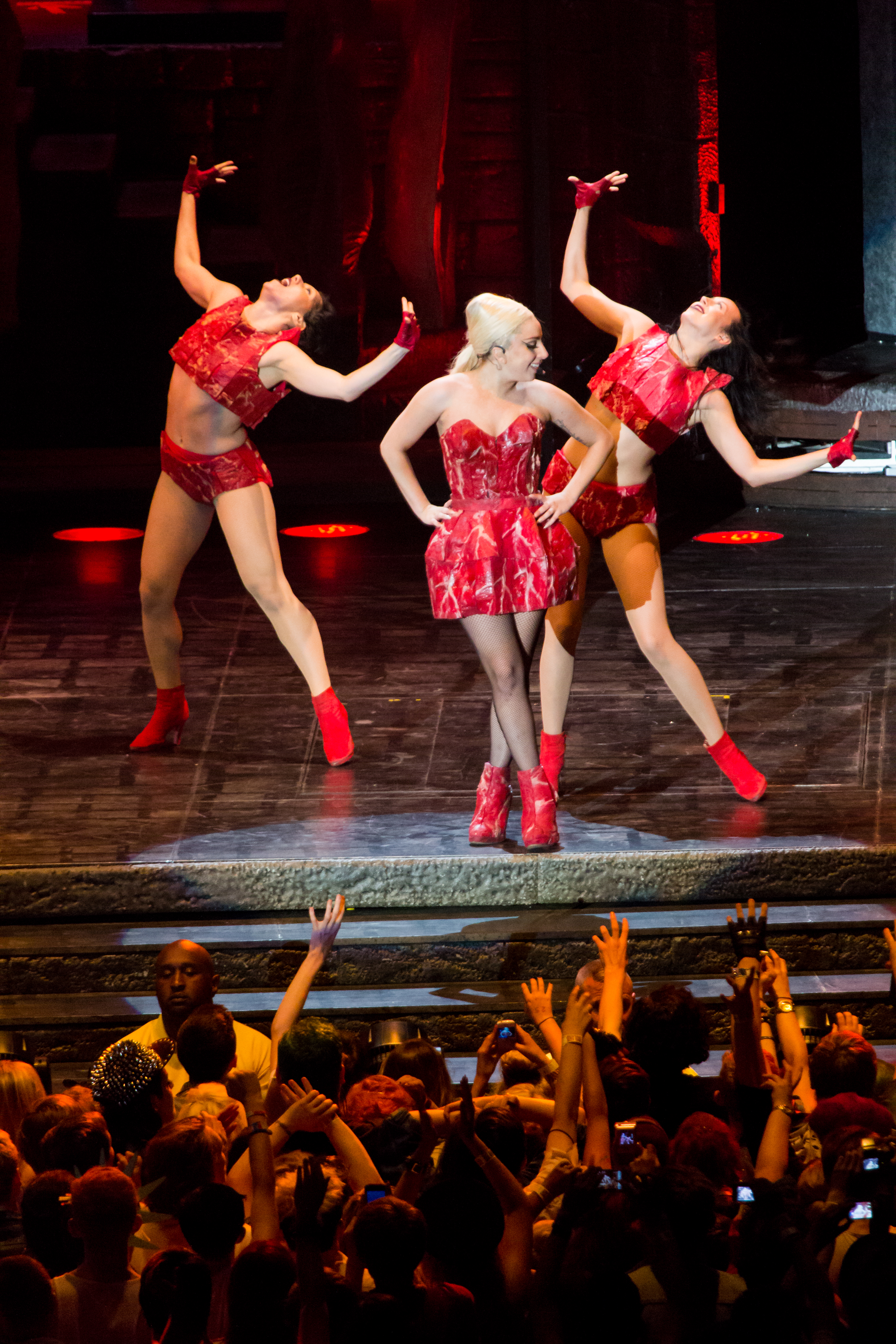
Gaga singt Americano in Manchester

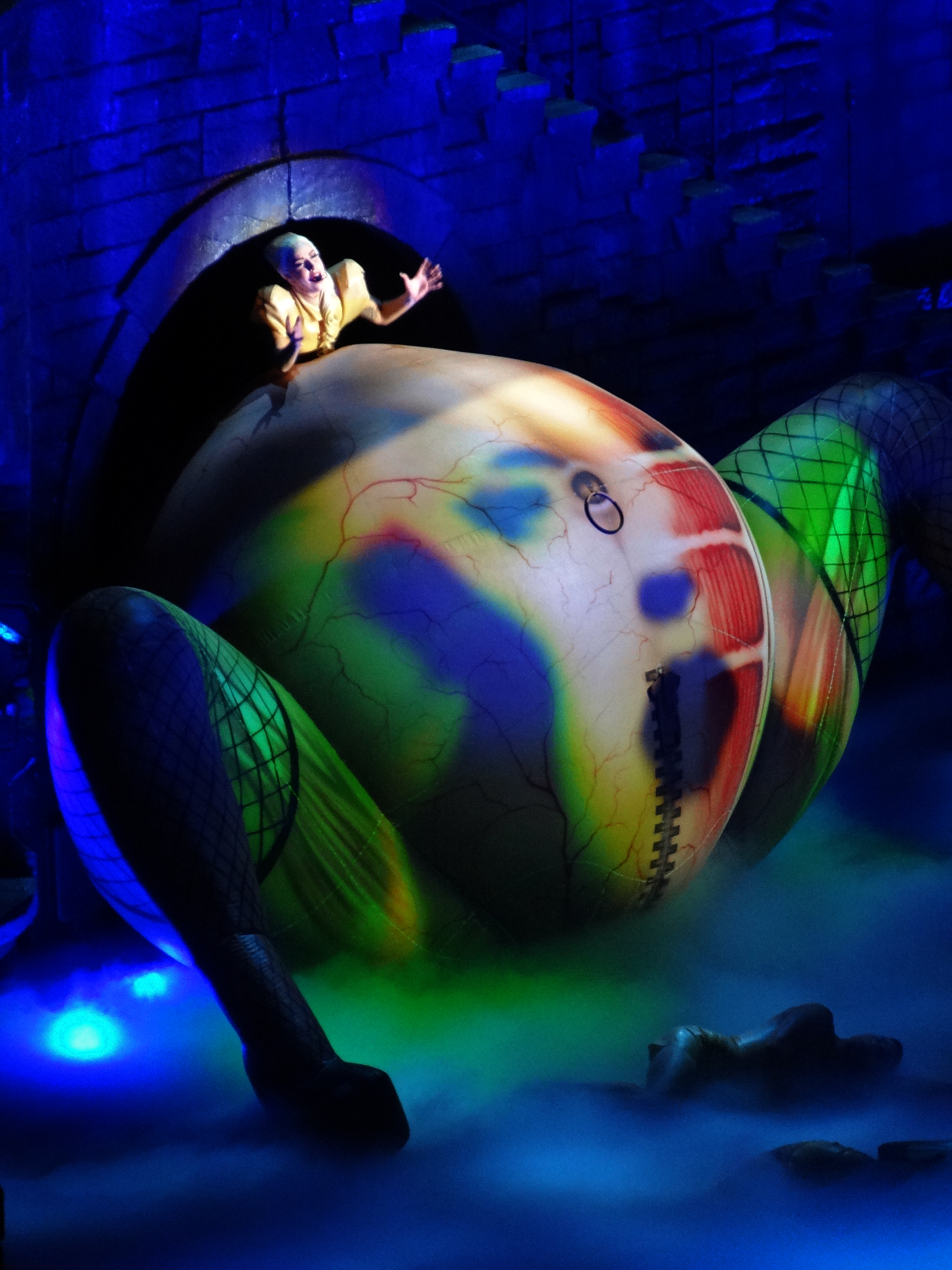
Gaga am Anfang der Performance zu Born This Way

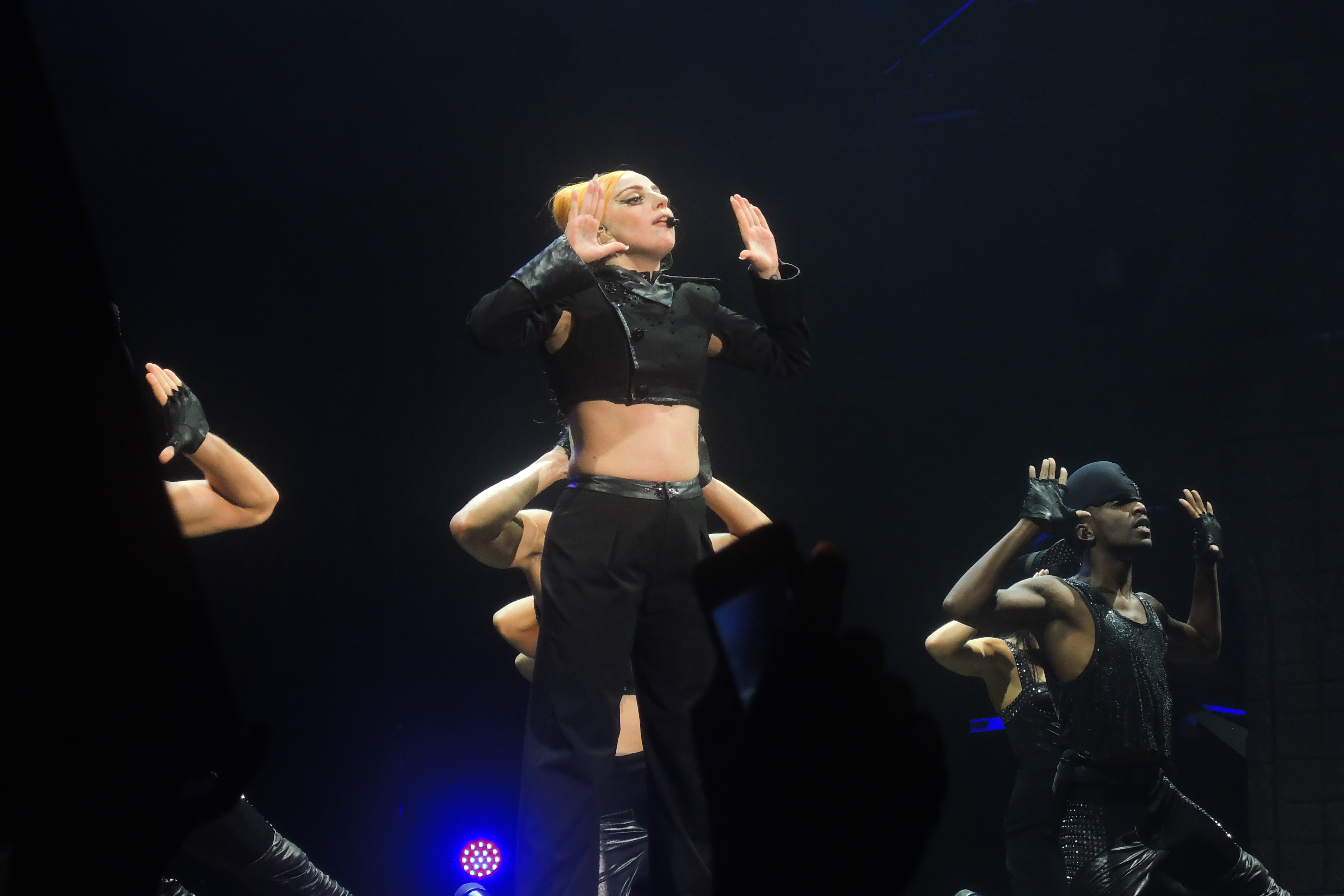
Gaga singt Scheiße in Österreich

| Asien              |                |                    |                                                   |
| 27. April 2012     | Seoul          | Südkorea           | Olympic Stadium                                   |
| 2. Mai 2012        | Hongkong       | China              | AsiaWorld-Arena                                   |
| 3. Mai 2012        | Hongkong       | China              | AsiaWorld-Arena                                   |
| 5. Mai 2012        | Hongkong       | China              | AsiaWorld-Arena                                   |
| 7. Mai 2012        | Hongkong       | China              | AsiaWorld-Arena                                   |
| 10. Mai 2012       | Saitama        | Japan              | Saitama Super Arena                               |
| 12. Mai 2012       | Saitama        | Japan              | Saitama Super Arena                               |
| 13. Mai 2012       | Saitama        | Japan              | Saitama Super Arena                               |
| 17. Mai 2012       | Taipei         | Taiwan             | Taipei World Trade Center Nangang Exhibition Hall |
| 18. Mai 2012       | Taipei         | Taiwan             | Taipei World Trade Center Nangang Exhibition Hall |
| 21. Mai 2012       | Manila         | Philippinen        | Mall of Asia Arena                                |
| 22. Mai 2012       | Manila         | Philippinen        | Mall of Asia Arena                                |
| 25. Mai 2012       | Bangkok        | Thailand           | Rajamangala National Stadium                      |
| 28. Mai 2012       | Singapur       | Singapur           | Singapore Indoor Stadium                          |
| 29. Mai 2012       | Singapur       | Singapur           | Singapore Indoor Stadium                          |
| 31. Mai 2012       | Singapur       | Singapur           | Singapore Indoor Stadium                          |
| Australien         |                |                    |                                                   |
| 7. Juni 2012       | Auckland       | Neuseeland         | Vector Arena                                      |
| 8. Juni 2012       | Auckland       | Neuseeland         | Vector Arena                                      |
| 10. Juni 2012      | Auckland       | Neuseeland         | Vector Arena                                      |
| 13. Juni 2012      | Brisbane       | Australien         | Brisbane Entertainment Centre                     |
| 14. Juni 2012      | Brisbane       | Australien         | Brisbane Entertainment Centre                     |
| 16. Juni 2012      | Brisbane       | Australien         | Brisbane Entertainment Centre                     |
| 20. Juni 2012      | Sydney         | Australien         | Acer Arena                                        |
| 21. Juni 2012      | Sydney         | Australien         | Acer Arena                                        |
| 23. Juni 2012      | Sydney         | Australien         | Acer Arena                                        |
| 24. Juni 2012      | Sydney         | Australien         | Acer Arena                                        |
| 27. Juni 2012      | Melbourne      | Australien         | Rod Laver Arena                                   |
| 28. Juni 2012      | Melbourne      | Australien         | Rod Laver Arena                                   |
| 30. Juni 2012      | Melbourne      | Australien         | Rod Laver Arena                                   |
| 1. Juli 2012       | Melbourne      | Australien         | Rod Laver Arena                                   |
| 3. Juli 2012       | Melbourne      | Australien         | Rod Laver Arena                                   |
| 7. Juli 2012       | Perth          | Australien         | Burswood Dome                                     |
| 8. Juli 2012       | Perth          | Australien         | Burswood Dome                                     |
| Europa             |                |                    |                                                   |
| 14. August 2012    | Sofia          | Bulgarien          | Arena Armeec Sofia                                |
| 16. August 2012    | Bukarest       | Rumänien           | Arena Națională                                   |
| 18. August 2012    | Wien           | Österreich         | Wiener Stadthalle                                 |
| 21. August 2012    | Vilnius        | Litauen            | Vingis Park                                       |
| 23. August 2012    | Riga           | Lettland           | Mežaparks Grand Stage                             |
| 25. August 2012    | Tallinn        | Estland            | Tallinn Song Festival Ground                      |
| 27. August 2012    | Helsinki       | Finnland           | Hartwall Areena                                   |
| 28. August 2012    | Helsinki       | Finnland           | Hartwall Areena                                   |
| 30. August 2012    | Stockholm      | Schweden           | Ericsson Globe                                    |
| 31. August 2012    | Stockholm      | Schweden           | Ericsson Globe                                    |
| 2. September 2012  | Kopenhagen     | Dänemark           | Parken Stadion                                    |
| 4. September 2012  | Köln           | Deutschland        | Lanxess Arena                                     |
| 5. September 2012  | Köln           | Deutschland        | Lanxess Arena                                     |
| 8. September 2012  | London         | England            | Twickenham Stadium                                |
| 9. September 2012  | London         | England            | Twickenham Stadium                                |
| 11. September 2012 | Manchester     | England            | Manchester Arena                                  |
| 15. September 2012 | Dublin         | Irland             | Aviva Stadium                                     |
| 17. September 2012 | Amsterdam      | Niederlande        | Ziggo Dome                                        |
| 18. September 2012 | Amsterdam      | Niederlande        | Ziggo Dome                                        |
| 20. September 2012 | Berlin         | Deutschland        | O2 World                                          |
| 22. September 2012 | Paris          | Frankreich         | Stade de France                                   |
| 24. September 2012 | Hannover       | Deutschland        | TUI Arena                                         |
| 26. September 2012 | Zürich         | Schweiz            | Hallenstadion                                     |
| 27. September 2012 | Zürich         | Schweiz            | Hallenstadion                                     |
| 29. September 2012 | Antwerpen      | Belgien            | Sportpaleis                                       |
| 30. September 2012 | Antwerpen      | Belgien            | Sportpaleis                                       |
| 2. Oktober 2012    | Mailand        | Italien            | Mediolanum Forum                                  |
| 3. Oktober 2012    | Nizza          | Frankreich         | Palais Nokia                                      |
| 4. Oktober 2012    | Nizza          | Frankreich         | Palais Nokia                                      |
| 6. Oktober 2012    | Barcelona      | Spanien            | Palau Sant Jordi                                  |
| Nordamerika        |                |                    |                                                   |
| 26. Oktober 2012   | Mexiko         | Mexiko             | Foro Sol                                          |
| 30. Oktober 2012   | San Juan       | Puerto Rico        | Coliseo de Puerto Rico                            |
| 31. Oktober 2012   | San Juan       | Puerto Rico        | Coliseo de Puerto Rico                            |
| 3. November 2012   | San José       | Costa Rica         | Estadio Nacional De Costa Rica                    |
| Südamerika         |                |                    |                                                   |
| 6. November 2012   | Bogotá         | Kolumbien          | Estadio Nemesio Camacho                           |
| 9. November 2012   | Rio de Janeiro | Brasilien          | Parque dos Atletas                                |
| 11. November 2012  | São Paulo      | Brasilien          | Estádio do Morumbi                                |
| 13. November 2012  | Porto Alegre   | Brasilien          | FIERGS Parking Concert Grounds                    |
| 16. November 2012  | Buenos Aires   | Argentinien        | Estadio Monumental Antonio Vespucio Liberti       |
| 20. November 2012  | Santiago       | Chile              | Estadio Nacional de Chile                         |
| 23. November 2012  | Lima           | Peru               | Estadio Monumental "U"                            |
| 26. November 2012  | Asunción       | Paraguay           | Jockey Club Paraguayo                             |
| Afrika             |                |                    |                                                   |
| 30. November 2012  | Johannesburg   | Südafrika          | Soccer City                                       |
| 3. Dezember 2012   | Kapstadt       | Südafrika          | Kapstadt-Stadion                                  |
| Europa             |                |                    |                                                   |
| 6. Dezember 2012   | Oslo           | Norwegen           | Telenor Arena                                     |
| 9. Dezember 2012   | St. Petersburg | Russland           | SKK Arena                                         |
| 12. Dezember 2012  | Moskau         | Russland           | Olimpski Arena                                    |
| Nordamerika        |                |                    |                                                   |
| 11. Januar 2013    | Vancouver      | Kanada             | Rogers Arena                                      |
| 12. Januar 2013    | Vancouver      | Kanada             | Rogers Arena                                      |
| 14. Januar 2013    | Tacoma         | Vereinigte Staaten | Tacoma Dome                                       |
| 17. Januar 2013    | San José       | Vereinigte Staaten | HP Pavilion Arena                                 |
| 20. Januar 2013    | Los Angeles    | Vereinigte Staaten | Staples Center                                    |
| 21. Januar 2013    | Los Angeles    | Vereinigte Staaten | Staples Center                                    |
| 23. Januar 2013    | Phoenix        | Vereinigte Staaten | US Airways Center                                 |
| 25. Januar 2013    | Las Vegas      | Vereinigte Staaten | MGM Grand Garden Arena                            |
| 29. Januar 2013    | Dallas         | Vereinigte Staaten | American Airlines Center                          |
| 31. Januar 2013    | Houston        | Vereinigte Staaten | Toyota Center                                     |
| 2. Februar 2013    | St. Louis      | Vereinigte Staaten | Scottrade Center                                  |
| 4. Februar 2013    | Kansas City    | Vereinigte Staaten | Sprint Center                                     |
| 6. Februar 2013    | Saint Paul     | Vereinigte Staaten | Xcel Energy Center                                |
| 8. Februar 2013    | Toronto        | Kanada             | Air Canada Center                                 |
| 9. Februar 2013    | Toronto        | Kanada             | Air Canada Center                                 |
| 11. Februar 2013   | Montreal       | Kanada             | Bell Centre                                       |

## Daten
| Veranstaltungsort                                 | Stadt          | Tickets verkauft / verfügbar   | Einnahmen    |
| ------------------------------------------------- | -------------- | ------------------------------ | ------------ |
| Olympic Stadium                                   | Seoul          | 51.684 / 51.684 (100 %)        | $3.084.172   |
| AsiaWorld-Arena                                   | Hong Kong      | 51,613 / 51,613 (100 %)        | $7,893,195   |
| Saitama Super Arena                               | Saitama        | 96,550 / 96,550 (100 %)        | $18,339,701  |
| Taipei World Trade Center Nangang Exhibition Hall | Taipei         | 22,173 / 22,173 (100 %)        | $4,274,243   |
| Mall of Asia Arena                                | Manila         | 18,915 / 18,915 (100 %)        | $1,275,387   |
| Rajamangala National Stadium                      | Bangkok        | 41,478 / 41,478 (100 %)        | $4,299,376   |
| Singapore Indoor Stadium                          | Singapur       | 30,952 / 30,952 (100 %)        | $4,744,331   |
| Vector Arena                                      | Auckland       | 34,367 / 34,367 (100 %)        | $3,669,324   |
| Brisbane Entertainment Centre                     | Brisbane       | 31,326 / 31,326 (100 %)        | $4,289,453   |
| Allphones Arena                                   | Sydney         | 54,774 / 54,774 (100 %)        | $7,563,088   |
| Rod Laver Arena                                   | Melbourne      | 60,031 / 60,031 (100 %)        | $8,169,642   |
| Burswood Dome                                     | Perth          | 32,046 / 32,046 (100 %)        | $3,696,277   |
| Arena Armeec Sofia                                | Sofia          | 8,705 / 8,705 (100 %)          | $489,708     |
| Arena Națională                                   | Bukarest       | 22,602 / 22,602 (100 %)        | $627,303     |
| Wiener Stadthalle                                 | Wien           | 13,826 / 13,826 (100 %)        | $1,213,814   |
| Vingis Park                                       | Vilnius        | 14,853 / 14,853 (100 %)        | $1,004,182   |
| Mežaparks Grand Stage                             | Riga           | 12,974 / 12,974 (100 %)        | $587,997     |
| Tallinn Song Festival Ground                      | Tallinn        | 16,191 / 16,191 (100 %)        | $1,011,992   |
| Hartwall Areena                                   | Helsinki       | 19,793 / 19,793 (100 %)        | $2,043,247   |
| Ericsson Globe                                    | Stockholm      | 27,447 / 27,447 (100 %)        | $2,848,530   |
| Parken Stadion                                    | Kopenhagen     | 27,819 / 27,819 (100 %)        | $2,223,471   |
| Lanxess Arena                                     | Köln           | 25,123 / 25,123 (100 %)        | $2,312,695   |
| Twickenham Stadium                                | London         | 101,250 / 101,250 (100 %)      | $10,714,991  |
| Manchester Arena                                  | Manchester     | 15,543 / 15,543 (100 %)        | $1,795,795   |
| Aviva Stadium                                     | Dublin         | 37,005 / 37,005 (100 %)        | $3,523,340   |
| Ziggo Dome                                        | Amsterdam      | 26,375 / 26,375 (100 %)        | $2,462,977   |
| O2 World                                          | Berlin         | 11,968 / 11,968 (100 %)        | $1,138,313   |
| Stade de France                                   | Paris          | 70,617 / 70,617 (100 %)        | $6,367,305   |
| TUI Arena                                         | Hannover       | 10,816 / 10,816 (100 %)        | $1,075,831   |
| Hallenstadion                                     | Zürich         | 26,626 / 26,626 (100 %)        | $3,035,010   |
| Sportpaleis                                       | Antwerpen      | 33,539 / 33,539 (100 %)        | $2,948,685   |
| Coliseo de Puerto Rico                            | San Juan       | 21,262 / 21,262 (100 %)        | $2,242,937   |
| Estadio Nacional De Costa Rica                    | San José       | 31,000 / 31,000 (100 %)        | $2,697,000   |
| Estadio El Campín                                 | Bogotá         | 36,335 / 36,335 (100 %)        | $2,465,994   |
| Parque dos Atletas                                | Rio de Janeiro | 74,974 / 74,974 (100 %)        | $6,522,738   |
| Estádio do Morumbi                                | São Paulo      | 48,250 / 48,250 (100 %)        | $4,197,750   |
| Centro de Eventos Fiergs                          | Porto Alegre   | 9,918 / 9,918 (100 %)          | $923,379     |
| Estadio River Plate                               | Buenos Aires   | 45,007 / 45,007 (100 %)        | $3,988,565   |
| Estadio Nacional                                  | Santiago       | 42,416 / 42,416 (100 %)        | $2,849,707   |
| Estadio San Marcos                                | Lima           | 30,583 / 36,163 (100 %)        | $1,732,732   |
| Jockey Club                                       | Asunción       | 26,481 / 26,481 (100 %)        | $1,107,371   |
| FNB Stadium                                       | Johannesburg   | 56,900 / 56,900 (100 %)        | $3,270,764   |
| Cape Town Stadium                                 | Kapstadt       | 39,527 / 39,527 (100 %)        | $2,285,389   |
| Telenor Arena                                     | Oslo           | 14,566 / 14,566 (100 %)        | $1,748,812   |
| SKK Arena                                         | St. Petersburg | 11,127 / 11,127 (100 %)        | $1,434,499   |
| Olimpiyskiy                                       | Moskau         | 19,522 / 19,522 (100 %)        | $4,022,660   |
| Total                                             | Total          | 1.581.423 / 1.587.212 (99,6 %) | $161.549.850 |

| Abgesagte Shows      |                          |                           |                                                                                     |
| Datum                | Stadt, (Staat oder Land) | Veranstaltungsort         | Grund/Zusatzinformation                                                             |
| 3. Juni 2012         | Jakarta, Indonesien      | Gelora Bung Karno Stadium | Das Konzert wurde aufgrund von politischen und religiösen Unstimmigkeiten abgesagt. |
| 13./14. Februar 2013 | Chicago, USA             | United Center             | Die Konzerte wurden aufgrund einer Hüftverletzung abgesagt.                         |
| 16. Februar 2013     | Detroit, Michigan, USA   | Palace of Auburn Hills    | Das Konzert wurde aufgrund einer Hüftverletzung abgesagt.                           |
| 17. Februar 2013     | Hamilton, Kanada         | Copps Coliseum            | Das Konzert wurde aufgrund einer Hüftverletzung abgesagt.                           |
| 19./20. Februar 2013 | Philadelphia, USA        | Wells Fargo Center        | Die Konzerte wurden aufgrund einer Hüftverletzung abgesagt.                         |
| 22./23. Februar 2013 | New York City, USA       | Madison Square Garden     | Die Konzerte wurden aufgrund einer Hüftverletzung abgesagt.                         |
| 25. Februar 2013     | Washington D.C., USA     | Verizon Center            | Das Konzert wurde aufgrund einer Hüftverletzung abgesagt.                           |
| 27. Februar 2013     | Boston, USA              | TD Garden                 | Das Konzert wurde aufgrund einer Hüftverletzung abgesagt.                           |
| 2. März 2013         | University Garden, USA   | Bryce Jordan Center       | Das Konzert wurde aufgrund einer Hüftverletzung abgesagt.                           |
| 3. März 2013         | Uncasville, USA          | Mohegan Sun Arena         | Das Konzert wurde aufgrund einer Hüftverletzung abgesagt.                           |
| 6./7. März           | Brooklyn, USA            | Barclays Center           | Die Konzerte wurden aufgrund einer Hüftverletzung abgesagt.                         |
| 10. März             | Nashville, USA           | Bridgestone Arena         | Das Konzert wurde aufgrund einer Hüftverletzung abgesagt.                           |
| 11. März             | Atlanta, USA             | Philips Arena             | Das Konzert wurde aufgrund einer Hüftverletzung abgesagt.                           |
| 13. März 2013        | Tampa, USA               | Tampa Bay Times Forum     | Das Konzert wurde aufgrund einer Hüftverletzung abgesagt.                           |
| 15. März 2013        | Fort Lauderdale, USA     | BB&T Center               | Das Konzert wurde aufgrund einer Hüftverletzung abgesagt.                           |
| 16. März 2013        | Miami, USA               | American Airlines Arena   | Das Konzert wurde aufgrund einer Hüftverletzung abgesagt.                           |
| 18. März 2013        | Greensboro, USA          | Greensboro Coliseum       | Das Konzert wurde aufgrund einer Hüftverletzung abgesagt.                           |
| 20. März 2013        | Tulsa, USA               | BOK Center                | Das Konzert wurde aufgrund einer Hüftverletzung abgesagt.                           |

Weitere Termine der Tour folgen bei Ankündigung.